# Ajos Andronikos Trikomu
Ajos Andronikos Trikomu (gr. Άγιος Ανδρόνικος Τρικώμου, tur. Topçuköy) – wieś na Cyprze, w Dystrykcie Famagusta. Znajduje się de facto pod zarządem Cypru Północnego, 7 km na północ od Trikomo.